# سفارة شمال مقدونيا في المملكة المتحدة
سفارة شمال مقدونيا في المملكة المتحدة هي أرفع تمثيل دبلوماسي لدولة شمال مقدونيا لدى المملكة المتحدة. تقع السفارة في لندن وهي تهدف لتعزيز المصالح الشمال مقدونية في المملكة المتحدة.

## وصلات خارجية
- قائمة سفارات شمال مقدونيا
- قائمة السفارات في المملكة المتحدة